# Łodygowo (Biała Piska)
Łodygowo [wɔdɨˈɡɔvɔ] (deutsch Lodigowen, 1938 bis 1945 Ludwigshagen) ist ein Dorf in der polnischen Woiwodschaft Ermland-Masuren, das zur Stadt- und Landgemeinde Biała Piska (Bialla, 1938 bis 1945 Gehlenburg) im Powiat Piski (Kreis Johannisburg) gehört.

## Geographische Lage
Łodygowo liegt im südlichen Osten der Woiwodschaft Ermland-Masuren und nur einen Kilometer von der Grenze zur Woiwodschaft Podlachien entfernt, die hier einst die deutsch-polnische Staatsgrenze bildete. Bis zur Kreisstadt Pisz (deutsch Johannisburg) sind es 26 Kilometer in nordwestlicher Richtung.

## Geschichte
Das kleine vor 1540 Lodwigowen, um 1540 Ludwigowen, nach 1540 Loviken und bis 1938 Lodigowen genannte Dorf wurde 1471 durch den Deutschen Ritterorden als Freigut mit 30 Hufen nach magdeburgischem Recht gegründet. 
Von 1874 bis 1945 war das Dorf in den Amtsbezirk Belzonzen (1938 in „Amtsbezirk Großdorf (Ostpr.)“ umbenannt) eingegliedert, der zum Kreis Johannisburg gehörte.
Am 1. Dezember 1910 waren in Lodigowen 201 Einwohner gemeldet. Ihre Zahl stieg bis 1933 auf 209. Aufgrund der Bestimmungen des Versailler Vertrags stimmte die Bevölkerung im Abstimmungsgebiet Allenstein, zu dem Lodigowen gehörte, am 11. Juli 1920 über die weitere staatliche Zugehörigkeit zu Ostpreußen (und damit zu Deutschland) oder den Anschluss an Polen ab. In Lodigowen stimmten 120 Einwohner für den Verbleib bei Ostpreußen, auf Polen entfielen keine Stimmen.
Am 3. Juni 1938 wurde Lodigowen aus politisch-ideologischen Gründen der Abwehr fremdländisch klingender Ortsnamen in „Ludwigshagen“ umbenannt. Die Zahl der Einwohner belief sich 1939 noch auf 198.
1945 wurde das Dorf in Kriegsfolge und zusammen mit dem gesamten südlichen Ostpreußen an Polen überstellt und erhielt die polnische Namensform „Łodygowo“. Heute ist es Sitz eines Schulzenamtes und als solches eine Ortschaft im Verbund der Stadt- und Landgemeinde Biała Piska (Bialla, 1938 bis 1945 Gehlenburg) im Powiat Piski (Kreis Johannisburg), bis 1998 der Woiwodschaft Suwałki, seither der Woiwodschaft Ermland-Masuren zugehörig. Im Jahre 2011 waren in Łodygowo 96 Einwohner registriert.

## Religionen
Bis 1945 war Lodigowen in die evangelische Kirche Skarzinnen in der Kirchenprovinz Ostpreußen der Kirche der Altpreußischen Union sowie in die römisch-katholische Kirche Johannisburg im Bistum Ermland eingepfarrt. 
Heute gehört Łodygowo katholischerseits zur Pfarrei Skarżyn im Bistum Ełk der Römisch-katholischen Kirche in Polen. Die evangelischen Einwohner halten sich zur Kirchengemeinde in Biała Piska, einer Filialgemeinde der Pfarrei Pisz in der Diözese Masuren der Evangelisch-Augsburgischen Kirche in Polen.

## Verkehr
Łodygowo liegt nördlich der Landesstraße 58 und ist von ihr über Świdry (Schwiddern) auf direktem Wege zu erreichen. 